# Progress Wrestling
Progress Wrestling (стилизованное название PROGRESS) — британский рестлинг-промоушен, основанный в 2011 году комиком Джимом Смоллманом, промоутером мероприятий и комедий Джона Брайли, а позже — актёром Гленом Робинсоном (профессионально известным как Глен Джозеф).

## История
Progress был задуман Джимом Смоллманом и Джоном Брайли в 2011 году, которые оба были большими поклонниками рестлинга. Смолман — большой поклонник реслинга «силового стиля», в частности японского, а Брайли был агентом Смолмана.
В 2015 году Progress пять вечером выступала на фестивале Download. В декабре того же года они начали проводить регулярные шоу в The Ritz в Манчестере. 30 сентября 2018 года Progress Wrestling провела шоу Hello Wembley на SSE Arena. Мероприятие, заявленное промоушеном как крупнейшее шоу независимого рестлинга в Англии за последние 30 лет, собрало 4 750 человек, став самым посещаемым событием в истории Progress Wrestling.
В 2016 году компания начала сотрудничать с другими промоушенами. На Chapter 29 24 апреля в Лондоне Progress провела два отборочных матча турнира WWE Cruiserweight Classic. В 2017 году рестлеры Progress, такие как Пит Данн, Тайлер Бейт, Трент Севен и Марк Эндрюс, приняли участие в турнире WWE за титул чемпиона Соединённого Королевства, по итогам которого Бейт стал первым в истории чемпионом Соединённого Королевства WWE.
Смоллман покинул Progress в конце 2019 года после Chapter 100. В июне 2020 года Progress пострадала от сообщений о сексуальных домогательствах в британской независимой рестлинг-сцене. После нескольких обвинений Progress решила больше не работать с Дэвидом Старром, Трэвисом Бэнксом и Эль Лигеро, а также отстранить на неопределенный срок командных чемпионов Джордана Девлина и Скотти Дэвиса, которые освободили титулы. Ринг-анонсер и член креативной команды Мэтт Ричардс также покинул промоушен. 21 июня 2020 года было объявлено, что Глен Джозеф уходит со своего поста, а Майкл Оку, Вики Хаскинс и Джеймс Амнер занимают видные роли в компании.
В 2021 году Progress объявила о своем возвращении после пандемии COVID-19, отправившись в Южный Лондон, чтобы провести шоу Chapter 104: Natural Progression 20 февраля, и в итоге за закрытыми дверями провела 23 шоу, которые были показаны на WWE Network. 31 декабря того же года, в преддверии их возвращения к живым выступлениям в январе 2022 года, было объявлено, что Progress была приобретена Ли Макатиром и Мартином Бестом, которые стали владельцами.